# Dirección-Socialdemocracia
Dirección-Socialdemocracia, en eslovaco Smer-Sociálna Demokracia (SMER-SD), y antes del 1 de enero de 2005 conocido simplemente como "Dirección" (SMER), es un partido político de Eslovaquia.Su presidente, Robert Fico, ha sido primer ministro en tres períodos, 2006-2010, 2012-2018 y desde 2023 a la actualidad.

## Historia
Originalmente conocido como Dirección, el partido surgió como una escisión del Partido de la Izquierda Democrática (SDL'), el 8 de noviembre de 1999. Bajo el liderazgo de Fico, en ese momento uno de los políticos más populares del país, superó rápidamente al SDL. En 2003 cambió su nombre formal a Dirección (Tercera Vía) (en eslovaco: Smer (Tretia cesta)). En 2005, varios partidos de centro-izquierda (entre ellos el SDL, la Alternativa Socialdemócrata y el Partido Socialdemócrata de Eslovaquia) se fusionaron con SMER y adoptaron el nombre actual del partido. Tras la victoria del partido en 2006, Smer-SD entró en una coalición con el nacionalista Partido Nacional Eslovaco (SNS).
Debido a la coalición anterior, fue suspendido como miembro del Partido de los Socialistas Europeos (PSE). El entonces presidente del PSE, Poul Nyrup Rasmussen, explicó que "La mayoría de nuestros miembros se pusieron sólidamente a nuestros valores, según el cual la formación de una coalición con la extrema derecha es inaceptable". Sin embargo, Smer-SD fue readmitido en el PES en 2008 debido a que Robert Fico y el líder del SNS Jan Slota se comprometieron en una carta a respetar los valores europeos, los derechos humanos y todas las minorías étnicas.
A pesar de que el partido obtuvo la mayoría de votos en las elecciones parlamentarias de 2010, con una ventaja de 20% sobre el segundo lugar, la SDKÚ, no fueron capaces de formar un gobierno debido a las pérdidas sufridas por sus socios de la coalición. Con el 34,8% de los votos, Smer-SD ganó 62 escaños en el Consejo Nacional, pero el HZDS no pudo cruzar el umbral del 5%, perdiendo todos sus escaños, y el SNS se redujo a 9 escaños. Como resultado, los cuatro partidos de centro-derecha de la oposición  - SDKÚ, Libertad y Solidaridad (SaS), Movimiento Demócrata Cristiano (KDH) y Most-Híd - fueron capaces de formar un nuevo gobierno.
En las elecciones adelantadas de 2012 Smer-SD obtuvo su mejor resultado electoral obteniendo el 44.4% de los votos y 83 de 150 escaños en el Consejo Nacional y convirtiéndose en el primer gobierno de un solo partido en Eslovaquia desde 1993.
Sin embargo, en las elecciones parlamentarias de 2016 pierde la mayoría absoluta obteniendo 49 escaños. Logró formar gobierno con una coalición con el SNS y otros partidos minoritarios. 
En las elecciones adelantadas de 2020 Smer-SD perdió su lugar como el partido más grande del país después de 14 años, reduciéndose su representación a 38 escaños.

## Resultados electorales
| Fecha | Votos          | %     | Diputados | +/- | Estatus                      |
| ----- | -------------- | ----- | --------- | --- | ---------------------------- |
| 2002  | 387.100 (#3)   | 13,46 | 25/150    | 2   | Oposición                    |
| 2006  | 671.185 (#1)   | 29,14 | 50/150    | 25  | Coalición con SNS y ĽS-HZDS  |
| 2010  | 880.111 (#1)   | 34,79 | 62/150    | 12  | Oposición                    |
| 2012  | 1.134.280 (#1) | 44,41 | 83/150    | 21  | Mayoría absoluta             |
| 2016  | 734.481 (#1)   | 28,28 | 49/150    | 34  | Coalición con SNS y Most–Híd |
| 2020  | 527.172 (#2)   | 18,29 | 38/150    | 11  | Oposición                    |
| 2023  | 681.017 (#1)   | 22,95 | 42/150    | 4   | Coalición con Hlas-SD y SNS  |